# Mike McMahon (football américain)
Pour les articles homonymes, voir Mike McMahon (homonymie) et McMahon.
(en) Statistiques sur pro-football-reference
(en) Statistiques sur statscrew
Michael Edward McMahon (né le 8 février 1979 à Pittsburgh) est un sportif professionnel américain de football américain.

## Enfance
McMahon étudie à la North Allegheny High School de Wexford.

## Carrière

### Université
Il intègre l'université Rutgers où il joue quatre saisons pour l'équipe de football américain universitaire des Scarlet Knights. Il se classe troisième de l'histoire de l'université au nombre de passes réussies.

### Professionnel
Mike McMahon est sélectionné en 149e choix global lors du cinquième tour de la draft 2001 de la NFL par la franchise des Lions de Détroit. Il devient le premier joueur des Scarlet Knights de Rutgers à être sélectionné lors d'une draft de la NFL. Il joue huit matchs dont trois en tant que titulaire lors de son année rookie et remporte son premier match en tant que titulaire face aux Vikings du Minnesota le 16 décembre 2001,. Néanmoins, la venue de Joey Harrington va limiter le rôle de McMahon dans l'équipe. En 2002, les quatre matchs que McMahon débute se concluent par des défaites et pour les saisons 2003 et 2004, il ne foule que rarement la pelouse. Finalement, son contrat expire à Détroit avant le début de la saison 2005.
Pendant l'intersaison, McMahon signe avec les Eagles de Philadelphie où il retrouve Marty Mornhinweg, son ancien entraîneur à Détroit lequel occupe le poste d'entraîneur assistant à Philadelphie. Lorsque Donovan McNabb déclare forfait pour le reste de la saison, McMahon est désigné titulaire. Le 24 décembre 2005, il devient le premier quarterback des Eagles (depuis 1992 et Randall Cunningham) à marquer deux touchdowns à la suite d'une course. Il n'arrive pas à s'imposer et perd cinq des sept matchs qu'il joue en tant que titulaire. Il est libéré par Philadelphie dès l'engagement de Jeff Garcia.
Le 23 mars 2006, McMahon signe avec les Vikings du Minnesota. Lors du camp d'entraînement, il entre en concurrence pour le poste de troisième quarterback de l'équipe avec Tarvaris Jackson et Brooks Bollinger. Néanmoins, lors des matchs de pré-saison, il réalise de mauvaise performance et est libéré le 2 septembre 2006. Il s'entraîne ensuite avec les Browns de Cleveland mais le contrat qu'il espère ne lui est jamais proposé.
Le 20 février 2007, McMahon se tourne vers la Ligue canadienne de football avec les Argonauts de Toronto mais il fait de mauvais matchs de pré-saison et est désigné troisième quarterback. Plus tard dans la saison, Michael Bishop se blesse et Mike est nommé titulaire. Il dispute aussi les deux derniers matchs de la saison après la blessure de Damon Allen.
Le 9 septembre 2009, il est échangé aux Alouettes de Montréal contre un sixième tour de la draft 2008 de la Ligue canadienne de football (que Toronto utilise pour sélectionner Tyler Scott). McMhaon est libéré un mois après son arrivée, le 15 octobre, sans avoir joué un seul match. Il doit attendre deux ans avant de réapparaître, cette fois-ci en Arena Football League, avec les Redwoods de Californie où il joue une saison dans cette ligue de football en salle[réf. nécessaire].
En 2011, il signe avec les Destroyers de Virginie où il occupe un poste de remplaçant pour cette franchise de l'United Football League, ligue concurrence de la National Football League. Il ne joue pas beaucoup mais remporte la finale UFL 2011 avec cette équipe[réf. nécessaire].
Le 28 mars 2013, McMahon signe avec l'équipe suédoise des Uppsala 86ers jouant en Superserien. Le 1er juin 2013, lors du match d'ouverture de la saison contre Carlstad Crusaders, McMahon se blesse aux ligaments du genou ce qui met un terme à sa saison après avoir seulement participé à deux snamps pour cette équipe.